# Baraga County
Baraga County ist ein County im Bundesstaat Michigan der Vereinigten Staaten. Der Verwaltungssitz (County Seat) ist L’Anse. Das U.S. Census Bureau hat bei der Volkszählung 2020 eine Einwohnerzahl von 8158 ermittelt.

## Geographie
Das County liegt im Nordwesten der Oberen Halbinsel von Michigan und grenzt im Norden an den Oberen See (Lake Superior), einen der fünf Großen Seen. Es hat eine Fläche von 2768 Quadratkilometern, wovon 427 Quadratkilometer Wasserfläche sind. Das Baraga County grenzt im Uhrzeigersinn an folgende Countys: Marquette County, Iron County und Houghton County.

## Geschichte
Baraga County wurde 1875 aus Teilen des Houghton County gebildet. Benannt wurde es nach Frederic Baraga, einem europäischen Missionar und Bischof, der im heute slowenischen Trebnje geboren und in diesem Gebiet die amerikanischen Ureinwohner das Christentum lehrte.
Sieben Bauwerke und Stätten des Countys sind im National Register of Historic Places eingetragen (Stand 17. November 2017). Teile des Keweenaw National Historical Park liegen im County.

## Demografische Daten

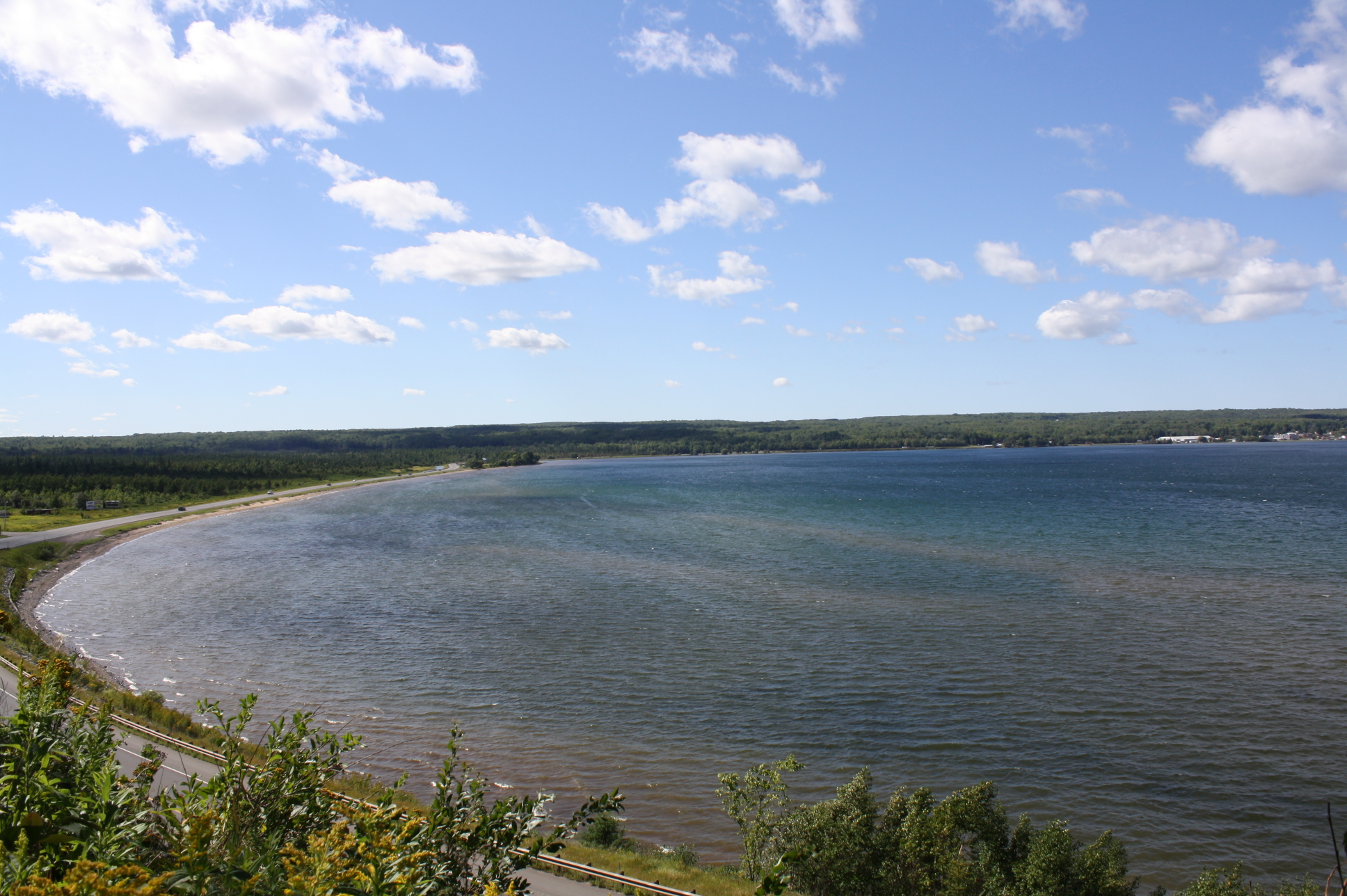
Die Keweenaw Bay am U.S. Highway 41

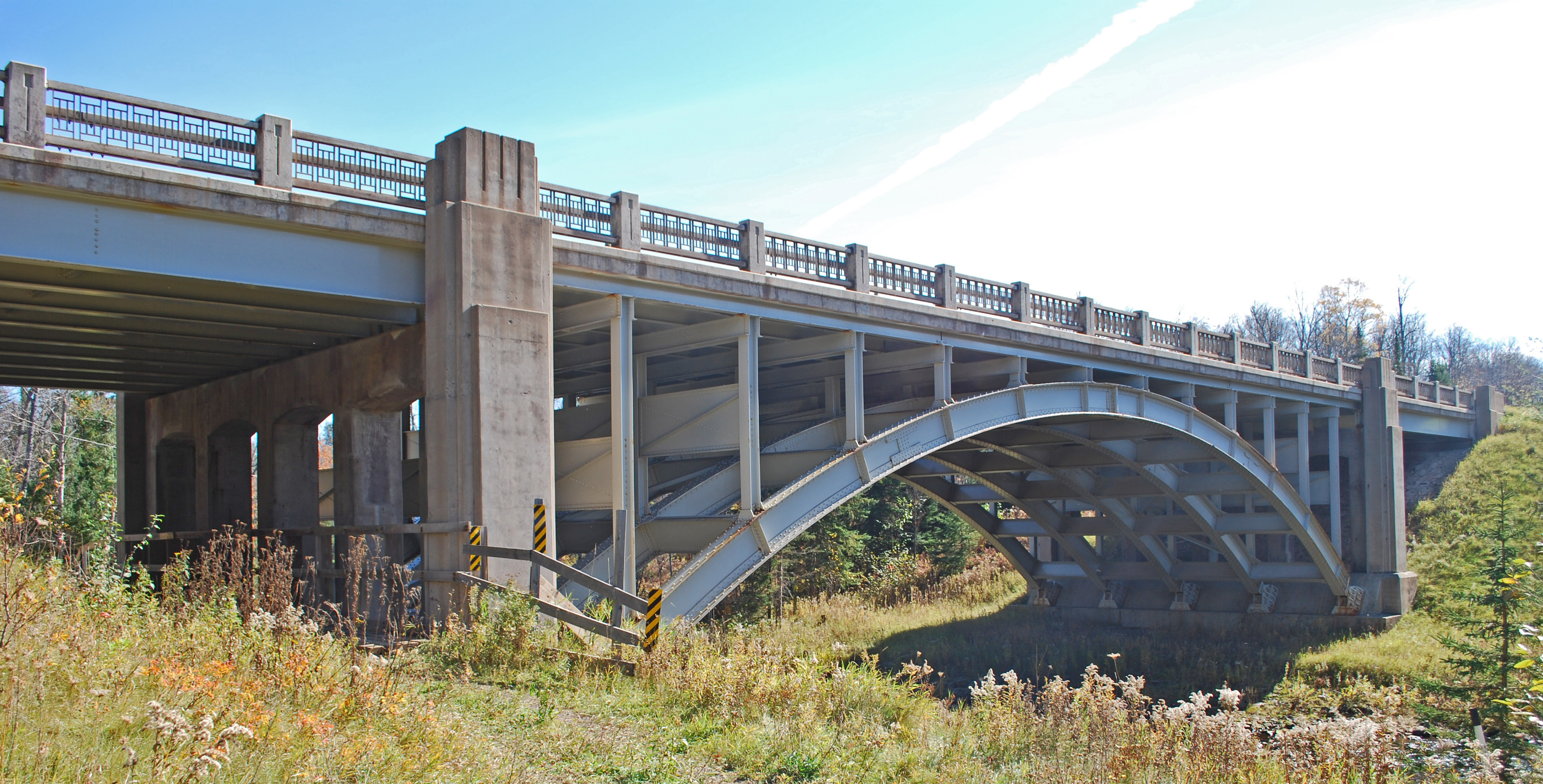
Die Canyon Falls Bridge, gelistet im NRHP

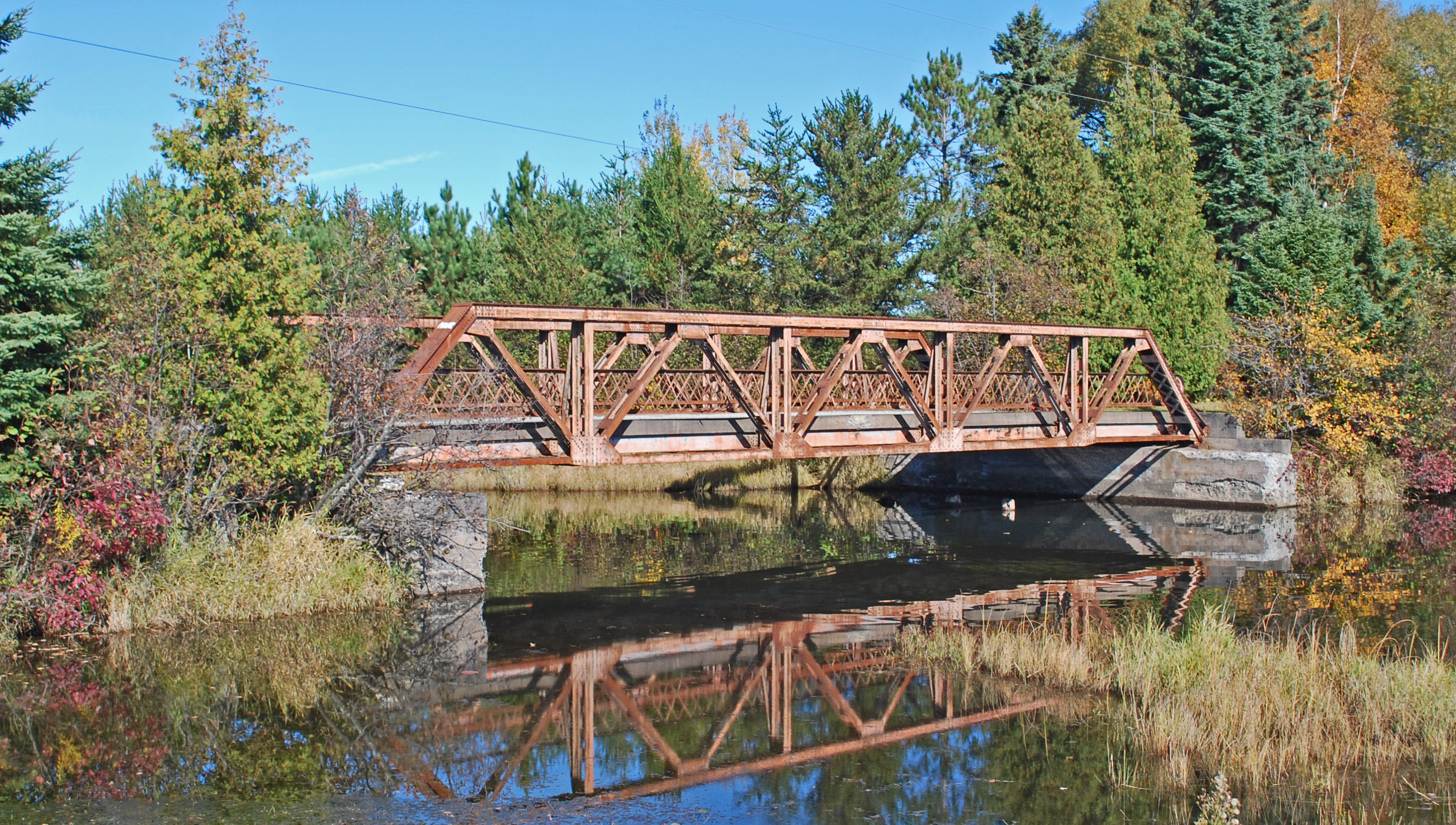
Old US41 Bridge, gelistet im NRHP

Nach der Volkszählung im Jahr 2000 lebten im Baraga County 8.746 Menschen. Davon wohnten 783 Personen in Sammelunterkünften, die anderen Einwohner lebten in 3.353 Haushalten und 2.223 Familien. Die Bevölkerungsdichte betrug 4 Einwohner pro Quadratkilometer. Ethnisch betrachtet setzte sich die Bevölkerung zusammen aus 78,61 Prozent Weißen, 4,99 Prozent Afroamerikanern, 12,04 Prozent amerikanischen Ureinwohnern, 0,27 Prozent Asiaten, 0,01 Prozent Bewohnern aus dem pazifischen Inselraum und 0,26 Prozent aus anderen ethnischen Gruppen; 3,82 Prozent stammten von zwei oder mehr Ethnien ab. 0,93 Prozent der Bevölkerung waren spanischer oder lateinamerikanischer Abstammung.
Von den 3.353 Haushalten hatten 29,1 Prozent Kinder unter 18 Jahren, die bei ihnen lebten. 51,5 Prozent waren verheiratete, zusammenlebende Paare, 10,1 Prozent waren allein erziehende Mütter und 33,7 Prozent waren keine Familien. 29,5 Prozent waren Singlehaushalte und in 13,6 Prozent lebten Menschen im Alter von 65 Jahren oder darüber. Die Durchschnittshaushaltsgröße betrug 2,37 und die durchschnittliche Familiengröße lag bei 2,93 Personen.
22,9 Prozent der Bevölkerung waren unter 18 Jahre alt. 7,3 Prozent zwischen 18 und 24 Jahre, 28,4 Prozent zwischen 25 und 44 Jahre, 25,1 Prozent zwischen 45 und 64 Jahre und 16,3 Prozent waren 65 Jahre oder älter. Das Durchschnittsalter betrug 39 Jahre. Auf 100 weibliche Personen kamen 111 männliche Personen. Auf 100 Frauen im Alter von 18 Jahren und darüber kamen statistisch 114,3 Männer.
Das jährliche Durchschnittseinkommen eines Haushalts betrug 33.673 USD, das Durchschnittseinkommen einer Familie 42.500 USD. Männer hatten ein Durchschnittseinkommen von 32.138 USD, Frauen 22.030 USD. Das Prokopfeinkommen betrug 15.860 USD. 7,2 Prozent der Familien und 11,1 Prozent der Bevölkerung lebten unterhalb der Armutsgrenze.

## Orte im County
Villages
- Baraga
- L’Anse

Census-designated places
- Covington
- Pelkie
- Skanee
- Three Lakes
- Zeba

Unincorporated communities
- Alberta
- Arnheim
- Assinins
- Aura
- Bear Town
- Herman
- Huron Bay
- Imperial Heights
- Keweenaw Bay
- Nestoria
- Pequaming
- Tioga
- Tunis
- Vermilac
- Watton

Townships
- Arvon Township
- Baraga Township
- Covington Township
- L’Anse Township
- Spurr Township